# Parlamentswahl in Nordzypern 1981
- TKP: 13
- CTP: 5
- DHP: 3
- UBP: 18
- TBP: 1

Die Parlamentswahlen in Nordzypern fanden am 28. Juni 1981 statt.
Es waren die zweiten Parlamentswahlen im Türkischen Föderativstaat von Zypern.
Zu den Parlamentswahlen traten insgesamt sieben Parteien an. Bei der gleichzeitig abgehaltenen Präsidentschaftswahl gewann Rauf Denktaş mit 51,71 %. Nachdem die TKP, CTP und DHP mit der Koalitionsbildung scheiterten, bildete die UBP eine Koalition zusammen mit der DHP und der TBP.

## Ergebnis
| Ulusal Birlik Partisi (UBP, nationalkonservativ)    | 431.732   | 42,53 | 18 | −12 |
| Cumhuriyetçi Türk Partisi (CTP, sozialdemokratisch) | 289.555   | 28,53 | 13 | +7  |
| Toplumcu Kurtuluş Partisi (TKP, Mitte-links)        | 152.805   | 15,05 | 5  | +3  |
| Demokratik Halk Partisi (DHP, Mitte-links)          | 82.130    | 8,09  | 3  | +1  |
| Türk Birliği Partisi (TBP, nationalistisch)         | 55.895    | 5,51  | 1  | +1  |
| Sonstige                                            | 2.949     | 0,19  | 0  | ±0  |
| insgesamt                                           | 1.015.066 | 100   | 40 | ±0  |
| Wahlberechtigte/Wahlbeteiligung                     | 84.721    | 88,62 | –  | –   |
| Quelle: YSK                                         |           |       |    |     |